# Collection (Agnes)
Collection è un album di raccolta della cantante svedese Agnes, pubblicato nel 2013.

## Tracce
1. Instant Repeater – 3:20
2. Nu måste vi dra – 3:15
3. Allt ljus på mig – 3:53
4. En sån karl (Just Like a Man) – 3:51
5. Hanna från Arlöv – 3:56
6. Flowers – 3:23
7. Got Me Good (Bassflow Remake) – 3:46
8. All I Want Is You – 3:21
9. One Last Time – 3:59
10. Don't Go Breaking My Heart – 3:48
11. When You Tell the World You're Mine – 4:08
12. I Need You Now (UK Radio Edit) – 3:09
13. Release Me (UK Radio Edit) – 3:08
14. Love Love Love – 3:02
15. On and On – 3:51
16. Champion (Radio Edit) – 3:06
17. Right Here, Right Now (My Heart Belongs to You) – 4:08